# Marketing miejsc
Marketing miejsc – filozofia lub też sposób zarządzania, który prowadzi do zaspokajania potrzeb i pragnień określonych grup odbiorców jednostek terytorialnych.
Głównym celem marketingu miejsc jest kształtowanie poglądów, postaw i zachowań zainteresowanych grup klientów zgodnych z interesem danego miejsca. Dobrze prowadzona promocja jednostki terytorialnej może przyczynić się do wzrostu przychodów z turystyki, rozwoju gospodarczego regionu, tworzenia nowych miejsc pracy, zwiększenia wpływów budżetowych oraz poprawy jakości życia mieszkańców.
Często sprowadza się to do wykorzystania różnych kanałów komunikacji. Wykorzystuje się często spoty reklamowe, billboardy, portale internetowe, a także organizuje eventy.
Miasta i regiony realizując działania marketingu miejsc powinny dążyć do osiągnięcia tzw. orientacji marketingowej, czyli konsekwentnego i całościowego ukierunkowania się na potrzeby interesantów, służbę na rzecz klientów.

## Przykłady marketingu miejsc
- "Mazury Cud Natury" – kampania przygotowana przez województwo warmińsko-mazurskie.
- "Warmia: Rebelia Kultury" – kampania przygotowana przez województwo warmińsko-mazurskie.

- "I amsterdam" - kampania przygotowana przez holenderskie miasto Amsterdam.
- "floating garden" – długoterminowa strategia Szczecina przygotowana do 2050 roku.
- "POZnań* miasto know-how" – kampania promocyjna miasta Poznań, od 2024 roku nazwa zmieniona na "*Jesteś u siebie"[2].
- "Łódź Europejska Stolica Kultury 2016" – kampania promocyjna miasta Łódź.
- "Tour de RUDA" – cykliczna gra miejska w mieście Ruda Śląska.
- "Zamość Miasto idealne" – kampania bilbordowa w Polsce miasta Zamość.
- "Legendia Śląskie Wesołe Miasteczko w nowej odsłonie" - strategia komunikacji, rebranding oraz kampania reklamowa parku tematycznego w Chorzowie.
- "Koral Małopolski" – wieloletnia kampania wizerunkowa i produktowa województwa małopolskiego.
- "Jasna Chopok i Tatrzańska Łomnica. Tak blisko, tak alpejsko" - wieloletnia kampania wizerunkowa oraz produktowa największych ośrodków narciarskich na Słowacji, prowadzona na podstawie strategii komunikacji przygotowanej przez zespół agencji Brand Bridge na zlecenie Tatry Mountain Resorts.
- "Tatralandia - morze atrakcji w Tatrach" - wieloletnia kampania wizerunkowa i produktowa największego parku rozrywki z basenami termalnymi w Europie Centralnej.
- "Jubileuszu 700-lecia Miasta Lublin" - promocja okrągłej rocznicy założenia miasta Lublin[3].